# Дублікат (фільм)
«Дублікат» (англ. Jonathan) — науково-фантастичний фільм-драма виробництва США 2018 року. Світова прем'єра фільму відбулась 21 квітня 2018 року на кінофестивалі «Трайбека».

## Сюжет
У Джонатана та Джона — одне тіло на двох: один веде нічний спосіб життя, а інший денний, у кожного є робота на півставки. Кожного дня вони записують і переглядають відео про свій день.
Одного дня Джонатан знаходить записку, про яку він нічого не знає. В барі він дізнається про дівчину Джона. Детектив, якого найняв Джонатан, розповідає про кохану Єлену, що було проти правил. Джон кидає дівчину. Після цього він починає уникати брата. Джонатан звертається до Єлени по допомогу, але чоловік не змінює свою поведінку. Між тим Джонатан починає зустрічатися з Єленою. Після чергового побачення він не встигає записати відео, що викликає занепокоєння у брата, який вирішив повернутися до щоденної рутини.
У розмові з Єленою Джонатан повідомляє, що їх було троє, але третій брат заважав жити за графіком, тому лікар прибрав його із свідомості. Крім того він вибачається перед Джоном за свої вчинки. Джонатан не зізнається про стосунки з Єленою. Про це Джону розповідає лікар Наріман. Такі новини розлючують брата: він вчиняє погром на роботі Джонатана, а потім ріже собі вени. У своєму повідомленні він просить відпустити його. Джонатан не може прийняти це і намагається залишити Джона. Після боротьби вони примиряються та прощаються.

## У ролях
| Актор             | Роль          |
| ----------------- | ------------- |
| Енсел Елгорт      | Джонатан/Джон |
| Патрісія Кларксон | Міна Наріман  |
| С'юкі Вотергаус   | Єлена         |
| Меттью Бомер      | Росс Крейн    |
| Дуглас Годж       | Ганс Лібер    |
| Джо Егендер       | Майлс         |
| Алок Теварі       | Леслі Наріман |
| Шунорі Раманатхан | Еллісон       |

## Створення фільму

### Виробництво
Зйомки фільму проходили в штаті Нью-Йорк, США.

### Знімальна група
- Кінорежисер — Білл Олівер
- Сценаристи — Білл Олівер, Пітер Ніковіц, Грегорі Девіс
- Кінопродюсери — Ренді Меніс, Рікі Толлман
- Композитор — Брук Блер, Вілл Блер
- Кінооператор — Зак Куперстайн
- Кіномонтаж — Томас Венгріс
- Художник-постановник — Ліза Маєрс
- Художник-декоратор — Кейті Лобел
- Художник-костюмер — Саманта Гоукінс
- Підбір акторів — Кейт Геллер, Джессіка Келлі[4]

## Сприйняття

### Критика
Фільм отримав змішані відгуки. На сайті Rotten Tomatoes оцінка стрічки становить 65 % на основі 26 відгуків від критиків (середня оцінка 6,5/10) і 58 % від глядачів із середньою оцінкою 3,5/5 (87 голосів). Фільму зарахований «стиглий помідор» від кінокритиків та «розсипаний попкорн» від глядачів, Internet Movie Database — 5,8/10 (1 967 голосів), Metacritic — 65/100 (12 відгуків критиків).

### Номінації та нагороди
| Нагороди та номінації фільму «Дублікат» | Нагороди та номінації фільму «Дублікат» | Нагороди та номінації фільму «Дублікат» | Нагороди та номінації фільму «Дублікат» | Нагороди та номінації фільму «Дублікат» | Нагороди та номінації фільму «Дублікат» |
| Рік                                     | Кінофестиваль/кінопремія                | Категорія/нагорода                      | Номінант                                | Результат                               |                                         |
| --------------------------------------- | --------------------------------------- | --------------------------------------- | --------------------------------------- | --------------------------------------- | --------------------------------------- |
| 2018                                    | Trieste Science+Fiction Festival        | Найкраща дебютна стрічка                | Білл Олівер, Raised by Wolves           | Перемога                                |                                         |